# 豐原支廳
豐原支廳（日语：〔〕／ Toyohara shichō */?），為日本過去治理樺太時所設置的樺太廳下的支廳，管轄樺太地方的東南部。支廳所在地位於豐原市。因被蘇聯佔領，於1949年6月1日於廢除樺太廳時同時廢除。

## 历史
- 1907年3月：樺太民政署改組為樺太廳，並於4月設置支廳，最初名為「支廳(弗拉基米罗夫卡支廳)」，轄區包括整個樺太地區的東側。[1]
- 1908年4月：改名為豐原支廳，並將北部區域分割設置敷香支廳。
- 1913年6月：原屬敷香支廳的元泊出張所改隸屬豐原支廳管轄。
- 1915年6月：實施郡町村制，轄下設置豐原郡、榮濱郡、元泊郡。
- 1922年10月：樺太進行支廳重編，將元泊郡及敷香支廳轄下的新問郡改隸屬新設置的元泊支廳。
- 1937年7月1日：豐原町改制為豐原市，並脫離支廳的管轄，因此支廳改名為為豐榮支廳，並將豐原郡與榮濱郡合併為豐榮郡。
- 1942年11月：樺太進行支廳重編，將豐榮支廳與大泊支廳合併，並再更名為為豐原支廳，並將轄下的長濱郡、富內郡合併到大泊郡。
- 1949年6月1日：樺太廳及轄下行政區劃廢除。

### 沿革
| 時間       | 行政劃分 | 行政劃分   | 行政劃分 | 行政劃分 | 行政劃分 | 行政劃分 | 行政劃分 | 行政劃分 | 行政劃分 | 行政劃分   | 行政劃分   |
| 1907年4月  | 大泊支廳 | 大泊支廳   | 豐原支廳 | 豐原支廳 | 豐原支廳 | 豐原支廳 | 豐原支廳 | 真岡支廳 | 真岡支廳 | 真岡支廳   | 真岡支廳   |
| 1908年4月  | 大泊支廳 | 大泊支廳   | 豐原支廳 | 豐原支廳 | 豐原支廳 | 敷香支廳 | 敷香支廳 | 真岡支廳 | 真岡支廳 | 真岡支廳   | 名好支廳   |
| 1913年6月  | 大泊支廳 | 大泊支廳   | 豐原支廳 | 豐原支廳 | 豐原支廳 | 敷香支廳 | 敷香支廳 | 真岡支廳 | 真岡支廳 | 久春內支廳 | 久春內支廳 |
| 1913年10月 | 大泊支廳 | 大泊支廳   | 豐原支廳 | 豐原支廳 | 豐原支廳 | 敷香支廳 | 敷香支廳 | 真岡支廳 | 真岡支廳 | 泊居支廳   | 泊居支廳   |
| 1922年10月 | 大泊支廳 | 留多加支廳 | 豐原支廳 | 豐原支廳 | 元泊支廳 | 元泊支廳 | 敷香支廳 | 本斗支廳 | 真岡支廳 | 泊居支廳   | 鵜城支廳   |
| 1924年12月 | 大泊支廳 | 大泊支廳   | 豐原支廳 | 豐原支廳 | 元泊支廳 | 元泊支廳 | 敷香支廳 | 本斗支廳 | 真岡支廳 | 泊居支廳   | 泊居支廳   |
| 1937年7月  | 大泊支廳 | 大泊支廳   | 豐榮支廳 | 豐原市   | 元泊支廳 | 元泊支廳 | 敷香支廳 | 本斗支廳 | 真岡支廳 | 泊居支廳   | 泊居支廳   |
| 1940年1月  | 大泊支廳 | 大泊支廳   | 豐榮支廳 | 豐原市   | 元泊支廳 | 元泊支廳 | 敷香支廳 | 本斗支廳 | 真岡支廳 | 泊居支廳   | 惠須取支廳 |
| 1942年11月 | 豐原支廳 | 豐原支廳   | 豐原支廳 | 豐原支廳 | 敷香支廳 | 敷香支廳 | 敷香支廳 | 真岡支廳 | 真岡支廳 | 真岡支廳   | 惠須取支廳 |
| 1949年6月  | 廢除     | 廢除       | 廢除     | 廢除     | 廢除     | 廢除     | 廢除     | 廢除     | 廢除     | 廢除       | 廢除       |

## 最終行政區域
- 豐原市[2]
- 豐榮郡：豐北村 - 川上村 - 落合町 - 榮濱村 - 白縫村
- 大泊郡：大泊町 - 千歲村 - 深海村 - 長濱村 - 遠淵村 - 富內村 - 知床村
- 留多加郡：留多加町 - 三鄉村 - 能登呂村